# حصار سان سيباستيان
حصار سان سيباستيان (7 يوليو - 8 سبتمبر 1813) كان جزء من حرب الاستقلال الإسبانية، حيث توجهت قوات الحلفاء تحت قيادة البريطاني آرثر ويليسلي في محاولة للإستيلاء على المدينة من خلال فرض حصار عليها إلا أنها فشلت.
وفي حصار ثانٍ، استولت قوات الحلفاء بقيادة توماس جراهام على مدينة سان سيباستيان في شمال بلاد الباسك من الحامية الفرنسية بقيادة لويس إيمانويل ري.
خلال الهجوم الأخير، هاجمت القوات البريطانية والبرتغالية المدينة ودمرتها بالأرض.

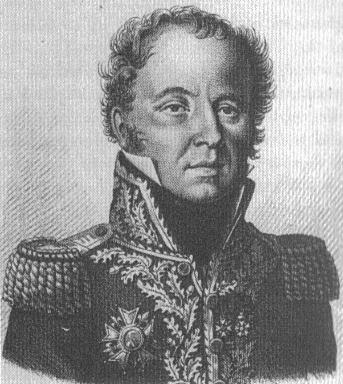
لويس ايمانويل ري

## الحصار الأول

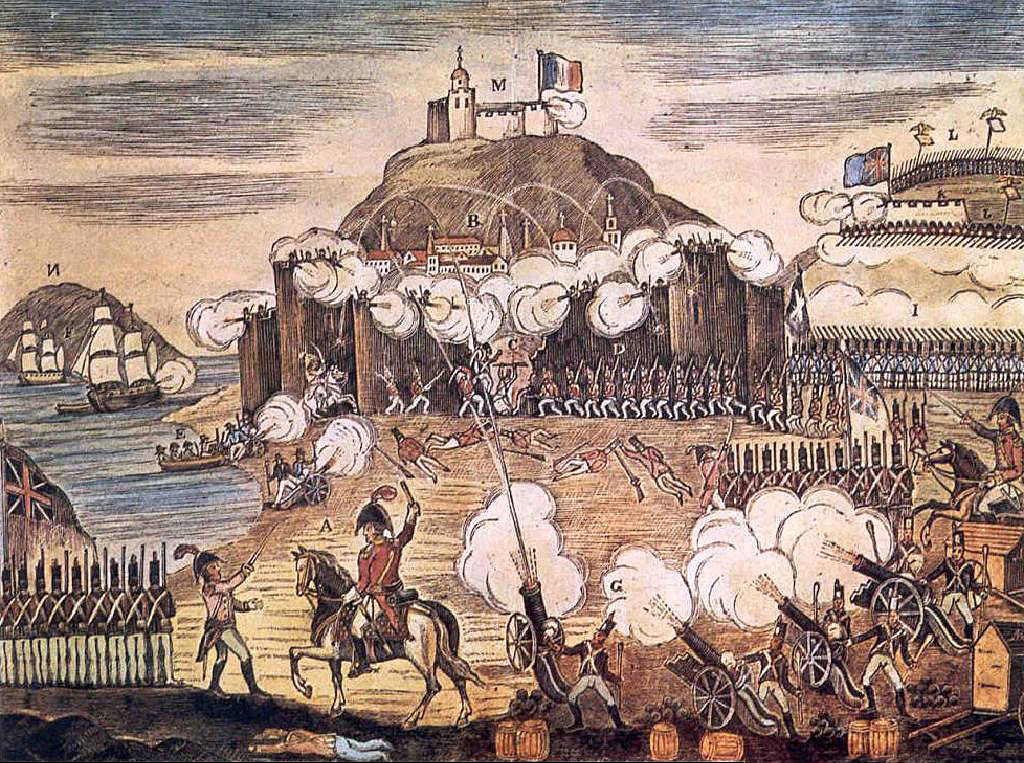
نقش لحصار سان سيباستيان (1813)

كان الهدف الأول هو الاستيلاء على دير على أرض مرتفعة جنوب القرن. بدأ العمل في 11 يوليو على بطاريتين 200 يارد (180 م) من الدير، على أن يتم الانتهاء منها وتسليحها ليلة 13/14 تموز. حوّلت النيران المستمرة حتى 17 يوليو الدير إلى أنقاض ، وتم اقتحامها والاستيلاء عليها دون أي صعوبات. 
في 13 يوليو، بدأ العمل في ثلاث بطاريات في الكثبان الرملية ورابعة على تل جبل أوليا، شرق النهر بالكامل ، على مسافة 600 يارد (550 م) و 1,300 يارد (1,200 م) متصلة بواسطة الخنادق.
بدأ إطلاق النار واستمر يوماً بعد يوم على أسوار المدينة وأبراجها حتى 23 يوليو تم ارتكاب ثلاثة خروقات. 
تم تصميم الدير الذي تم الاستيلاء عليه لحمايته من الشمال وبُنيت البطاريات لإطلاق النار على أعمال القرن والمدينة. في 20/21 يوليو / تموز ، تم إلقاء خندق موازٍ عبر شبه الجزيرة في منتصف الطريق إلى البوق ، حيث اكتشف أن هناك مصرفًا كبيرًا يمتد تحت الأرض إلى البوق.
تقرر إزالة نهاية البالوعة.
في فجر يوم 25 يوليو، تم شن هجوم. قبل انفجار اللغم، كانت القوات تهاجم خروقات لغم بقرنية وخرقين لجدار البلدة. تم تفجير اللغم في وقت مبكر جدا، وعندما كان الظلام لا يزال مظلما، هاجمت القوات ولكن لم تتمكن من الحصول على دعم من المدفعية لأن الظلام كان لا يمكن رؤيته. تم الاعتداء على الزناد ولكن قوات المتابعة تأخرت في الوصول وتم هزيمة المجموعة المتقدمة.
تعرضت القوات التي هاجمت الجدران للنيران لمسافة 300 ياردة عبر مسطحات المد والجزر. على الرغم من أنهم وصلوا إلى قمة الثغرات ، إلا أن الدعامات كانت بطيئة مرة أخرى وتعرضوا للضرب مع خسائر كبيرة في الأرواح. 
تكبد البريطانيون 693 قتيلاً وجريحًا و 316 أسيرًا ، بمن فيهم هاري جونز الذي أصيب أثناء قيادة الأمل البائس .  وقد فقدت حامية ري 58 قتيلاً و 258 جريحًا.
بعد أن فشل الهجوم أعيد النظر في الحصار، نفدت إمدادات الذخيرة للبنادق، وفي نفس اليوم أي 25 يوليو علم ويلينجتون أن سولت شن هجومًا (والذي سيصبح معركة جبال البرانس). كان القرار هو تأجيل الحصار لحين استلام المزيد من الإمدادات عن طريق السفن ، وأمر غراهام بنقل بنادقه إلى السفن في باسايا. 
خلال فترة الاستراحة، قامت الحامية بعدة طلعات جوية، وأسرت 200 جندي برتغالي كسجناء. 

## الحصار الثاني

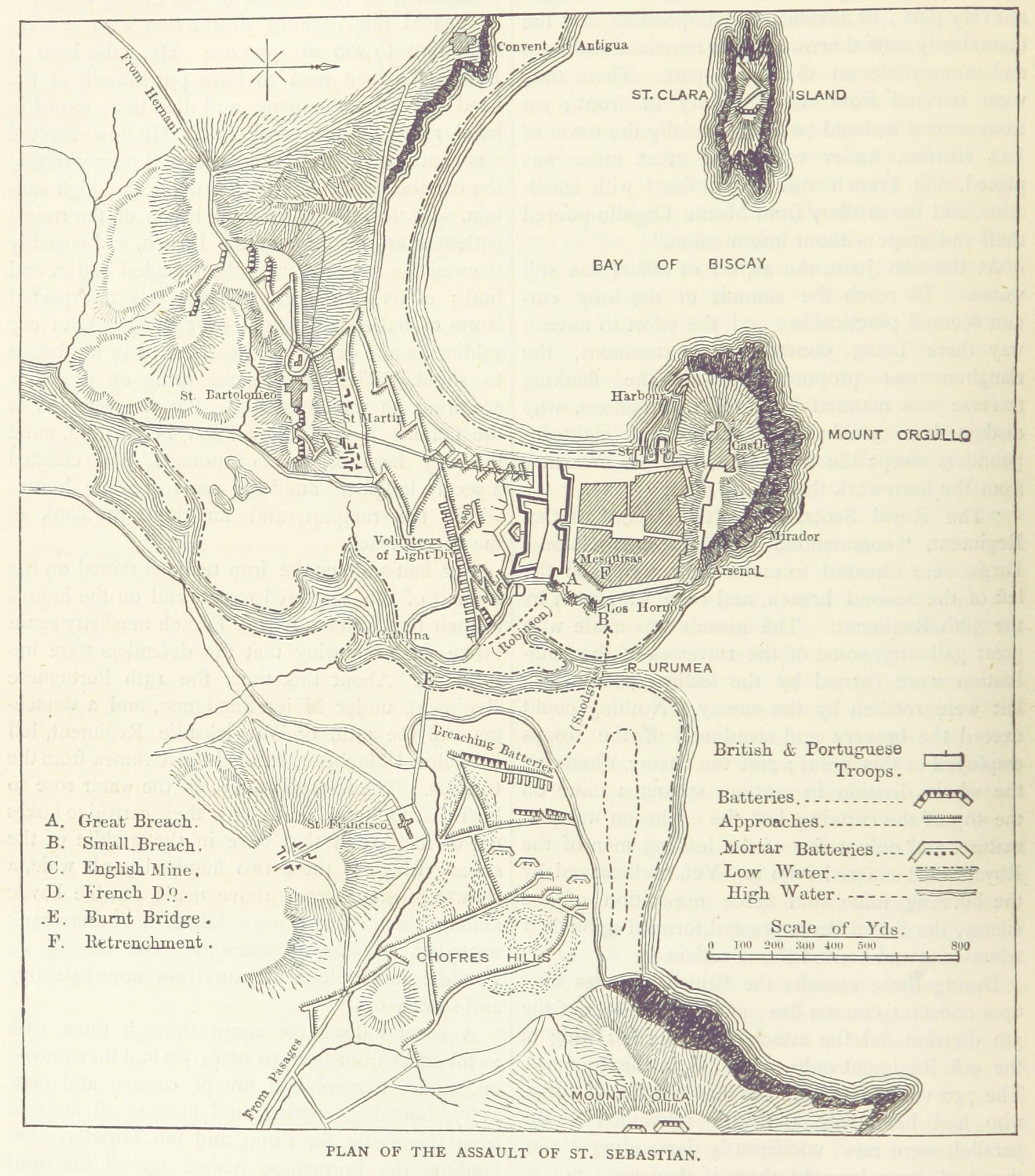
خريطة بريطانية للحصار

بعد قيادة سولت مرة أخرى عبر الحدود ، انتظر ويلينجتون حتى وصول بقية القطار الضار وإمدادات كافية من الطلقات من إنجلترا قبل أن يحول انتباهه مرة أخرى إلى سان سيباستيان: حتى مع زيادة الموارد المتاحة له الآن ، لم يتمكن ويلينجتون إلا من شن حصار رسمي واحد في كل مرة ، في حين أنه تقرر أن يملأ سان سيباستيان على أساس أنه أضعف ، ويمكن الوصول إليه عن طريق البحر وأكثر انفتاحًا. بحلول 15 أغسطس ، تلقى القائد الفرنسي ، ري بعض المسودات من السفن العاملة في الحصار ، ولكن مع ذلك ، لم يكن لديه سوى 2700 جندي فعال و 300 جريح في المستشفى. 
في 19 أغسطس، بدأت الإمدادات البريطانية في الوصول ، بما في ذلك رواد هندسيون إضافيون بحيث بحلول 23 أغسطس، كانت المدافع جاهزة لاستئناف الهجوم. بحلول 26 أغسطس، أنشأ البريطانيون بطاريات لـ 63 قطعة مدفعية.  في 26 أغسطس ، تم تفجير 15 مدفعًا ثقيلًا من الجنوب و 48 بندقية من الشرق ، مما أدى إلى تدمير الأبراج وإحداث المزيد من الخروقات في الجدران. 
في 27 أغسطس ، قام 200 رجل بالتجديف في الخليج إلى الغرب وبعد قتال قصير وحفنة من الضحايا، استولوا على جزيرة سانتا كلارا الصغيرة مساحةً. قام البريطانيون بعد ذلك بنقل ستة بنادق من سورفيلانت إلى الجزيرة لإنشاء بطارية لإلحاق الضرر بالمدينة والقلعة. شعر الفرنسيون بالفزع لأنهم اعتقدوا أن جوانب الجزيرة كانت شديدة الانحدار للهجوم.  
كان الاختراق الرئيسي في الجدار الشرقي حوالي 500 قدم (150 م) طويلة مع هدم الأبراج في كل طرف. في الجنوب ، تم دفع النسغ إلى الأمام إلى جليد الزهرة. 

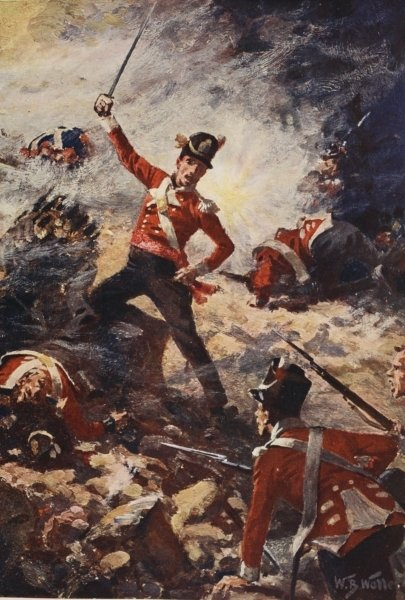
كولين كامبل يقود " الأمل البائس " في حصار سان سيباستيان ، 1813. لوحة ويليام بارنز ولين

ولأن الهجوم كان يجب أن يتم مع انخفاض المد، فقد كان من المقرر أن يكون في الساعة 11:00 صباحًا في 31 أغسطس. تم تفجير لغم آخر، والذي أدى جزئيًا إلى تدمير الجدار ، ولكنه تسبب أيضًا في حدوث سلسلة من الحفر بحيث عندما قامت الفرقة الخامسة بالهجوم من الجنوب على الخرق الرئيسي.
اندفع الجنود عبر 180 يارد (160 م) من الخنادق عبر الحفر إلى أسفل الثقب مع خسارة قليلة ،  ولكن بعد ذلك أطلق الفرنسيون النار بشكل رهيب. مرارًا وتكرارًا ، اندفع رجال الفرقة الخامسة إلى الثغرة التي تناثرت فيها الأنقاض، لكن تم قطعهم على شكل مساحات.
قام الفرنسيون ببناء انقلاب (جدار داخلي) منع المعاطف الحمراء من اختراق الدفاعات. وقتل المئات من الجنود البريطانيين. التزم جراهام بـ 750 متطوعًا من الأقسام الأولى والرابعة والخفيفة ، لكنهم لم يتمكنوا من صد المدافعين الفرنسيين. انتشر لواء برتغالي عبر نهر أوروميا وهاجم الخرق الشرقي ، لكن قيادتهم توقفت أيضًا. بعد ساعتين ، كان الهجوم فاشلاً مكلفًا.
وعانق الناجون الارض لتجنب اشتعال النيران. 
بعد التشاور مع قائد المدفعية ألكسندر ديكسون ، اختار جراهام إطلاق النار على الجدار الداخلي للانقلاب ، على الرغم من خطر قتل العديد من الجنود البريطانيين الذين كانوا يقتربون من الجدار. عندما أطلقت البنادق البريطانية الثقيلة على رؤوسهم لأول مرة ، بدأ الناجون في الذعر. لكن عندما انقشع الدخان ، رأوا أن المدافع الكبيرة قد دمرت معظم الجدار الداخلي. بالصراخ اتهموا، ووصلوا إلى قمة الثغرة، وامتدوا إلى المدينة.
على مرأى من خطوط دفاعهم المكسورة، تراجع الفرنسيون إلى القلعة على تل أورغول وبحلول منتصف النهار استولى المحاصرون على المدينة. 
عند التفتيش، تم اكتشاف أنه لم تسقط طلقة واحدة في صفوف قوات الحلفاء ، على الرغم من إطلاقها من 600–800 يارد (550–730 م) لمدة 20 دقيقة ، وبفضل انفجار القنابل اليدوية الجاهزة والقذائف الحية المخزنة للاستخدام على الحائط ، نجا عدد قليل من المدافعين دون أن يصابوا بأذى.  تم القبض على حوالي 700 فرنسي في المدينة التي اشتعلت فيها النيران الآن. 

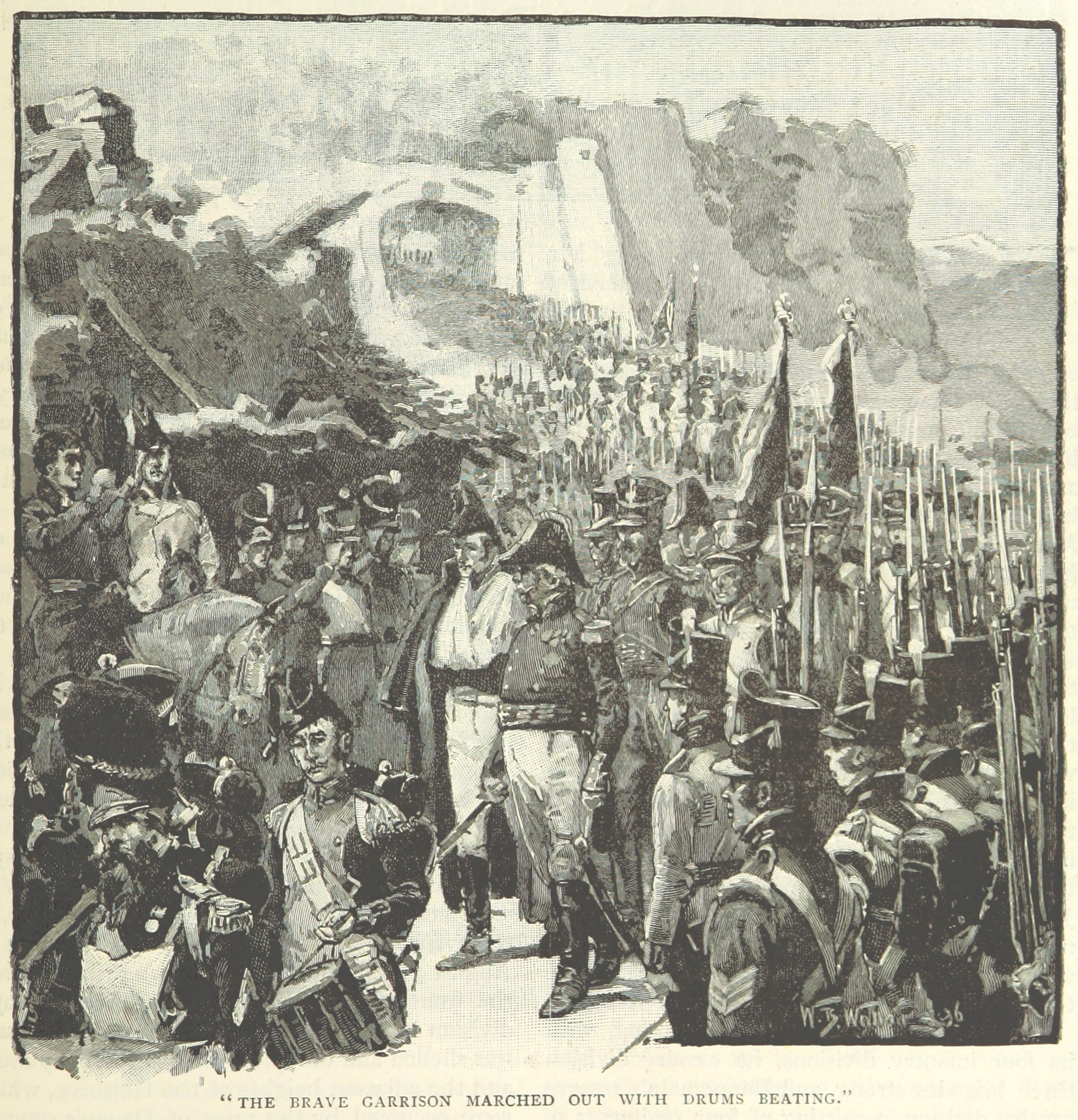
استسلام ري والحامية (من كتاب بريطاني)

صمد ري وبقية حاميته الباقية في القلعة حتى 5 سبتمبر قبل أن يطلبوا الشروط.[بحاجة لمصدر] استسلم القائد الفرنسي رسميًا في 8 سبتمبر ، واعترافًا بالدفاع النبيل ، تم منح ما تبقى من الحامية المتمركزة في القلعة شرف الحرب من قبل القوات الأنجلو-برتغالية. وخرجوا من المعقل حاملين الأذرع والأعلام ترفرف على صوت الطبول. سُمح لضباطهم بالاحتفاظ بسيوفهم.

## العواقب

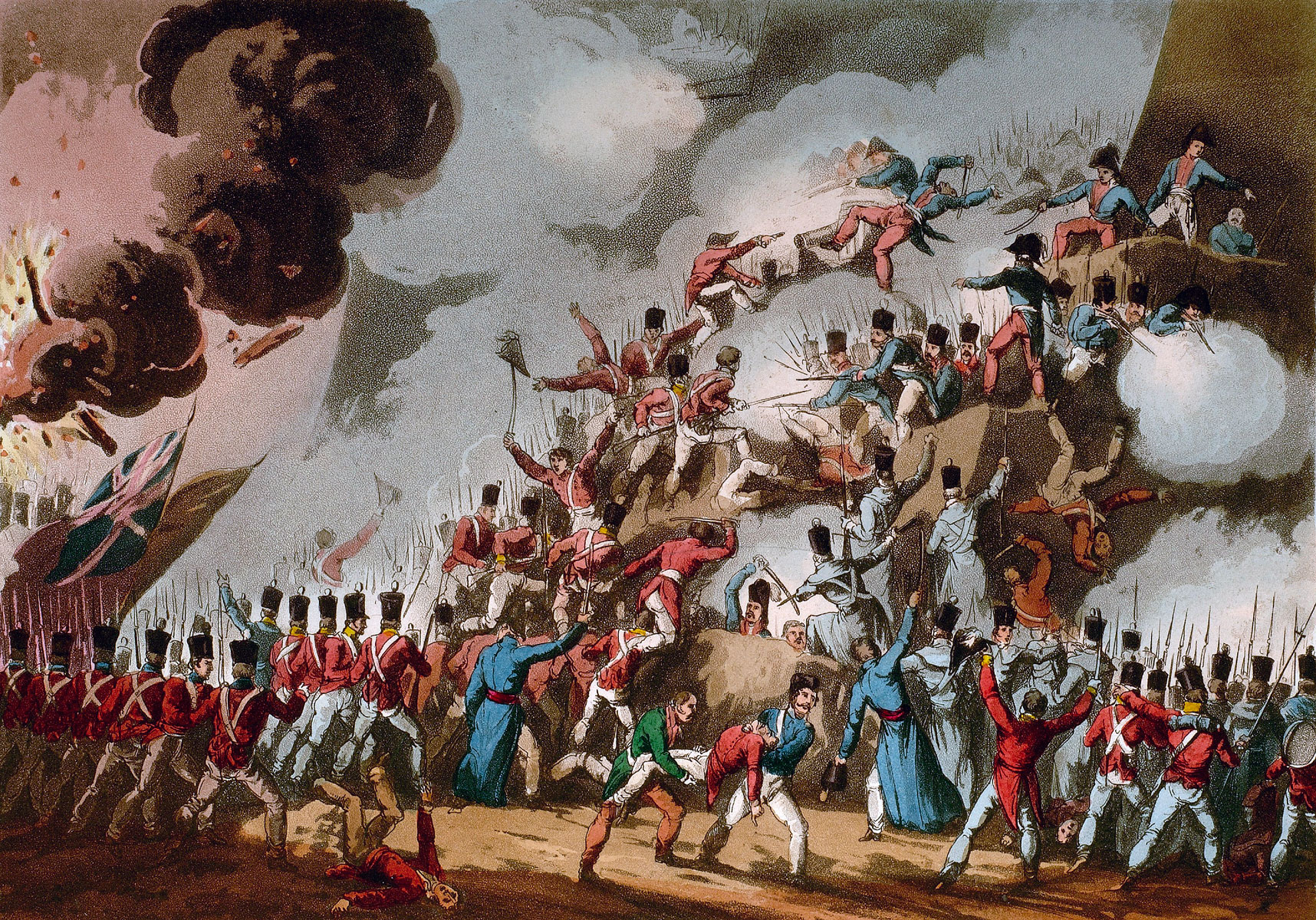
اقتحام سان سيباستيان

من حامية ري الأصلية المكونة من 3170 بالإضافة إلى بعض المسودات اللاحقة فقد قُتل 850 وتم القبض على 670 في 31 أغسطس واستسلم 1،860، من بينهم 480 كانوا مرضى وجرحى.
خسرت قيادة جراهام 3770 قتيلًا وجريحًا ومفقودًا. حيث مات في الهجوم الأخير 867 رجلاً ، وسقط 1416 جريحًا و 44 في عداد المفقودين.  الميجور جنرال جيمس ليث، الذي عاد لتوه لقيادة الفرقة الخامسة أصيب في الهجوم كذلك. رئيس المهندسين الذي وضع خطوط توريس فيدراس، السير ريتشارد فليتشر، أصيب برصاصة في القلب وقتل في الحصار  كما كان أحد أبناء هاري بورارد.
لم يدرك سول أنه قد فات الأوان لإنقاذ سان سيباستيان ، شن هجومًا نهائيًا في 31 أغسطس. صدت القوات الإسبانية هذه المحاولة في معركة سان مارسيال . مع امتلاك سان سيباستيان، كان بإمكان ويلينجتون التفكير في إعادة سولت إلى فرنسا. كان الإجراء التالي هو معركة بيداسوا في 7 أكتوبر ، تلتها معركة نيفيل في نوفمبر. استسلمت حامية بامبلونا الفرنسية للإسبان في 31 أكتوبر.

## روابط خارجية
- مناسبة تذكارية لإحياء ذكرى مذبحة المدنيين والنساء المغتصبات في عام 1813 حتى 31 أغسطس